# Sten Glenn Håberg
Sten Glenn Håberg (Kristiansand, 1964. április 22. –) norvég labdarúgócsatár, a Lillestrøm, a Start és a Brann korábbi játékosa. Összesen 208 norvég élvonalbeli meccset játszott 1981 és 1993 között, 208 meccsen 60 gólt szerzett. A Startban 130 meccsen 37 gól a mérlege, míg a Lillestrøm színeiben 50 meccsen 16 gólt szerzett, a csapattal elvesztette az 1986-os kupadöntőt. Ugyanebben az évben megnyerték a bajnokságot. A Brannban három szezont töltött. Nyolcszoros norvég válogatott. Visszavonulása előtt rövid ideig az Åsane csapatában is játszott. 2012-ben fizikoterapeutaként dolgozott.